# Вероника алатавская
Веро́ника алата́вская (лат. Veronica alatavica) — многолетнее травянистое растение, вид рода Вероника (Veronica) семейства Подорожниковые (Plantaginaceae).

## Распространение и экология
Тянь-Шань: Заилийский Алатау, отдельные местонахождения в Кунгей-Алатау и Терскей-Алатау. Эндемик, а также палеоэндемик гор Средней Азии.
Встречается на лугах и щебнистых склонах в субальпийском поясе, на высотах 2500—2600 м над уровнем моря.

## Ботаническое описание
Корневище ветвистое, мощное, деревянистое.
Стебли высотой 30—50 см, большей частью многочисленные, приподнимающиеся, прямые, цилиндрические, простые или очень редко ветвистые, седоватые от тонкого курчавого опушения.
Листья супротивные, длиной 3—5 см, шириной 0,8—2 см, продолговато-ланцетные или продолговатые, клиновидно суженные к основанию, на верхушке острые или заострённые, на черешках, длиной около 0,5 мм, по краю крупнозубчатые или пильчатые, вверху уменьшенные. В пазухах листьев развиваются укороченные побеги с несколькими мелкими листьями.
Соцветие — колосовидная, удлиненная кисть, длиной 4—15 см, густая и цилиндрическая, преимущественно простая и конечная; иногда в пазухах верхних листьев развиты боковые кисти, вместе с конечной образующие почти метёльчатое соцветия, у основания кисть иногда прерывистая. Прицветники линейные, превышают цветоножки, длиннее чашечки, опушенные. Цветки на коротких, коротко волосистых цветоножках, короче чашечки и прицветников, или цветки почти сидячие. Чашечка четырёхраздельная; венчик белый (сухой — жёлтый), длиной около 5 мм, сросшийся почти до половины в трубку, изнутри волосистый; лопасти венчика отклонённые, задние продолговато-ланцетные, передние ланцетно-линейные, туповатые или островатые. Тычинки превышают венчик; пыльники округлые, несколько расходящиеся у основания; столбик нитевидный, короче или длиннее венчика; рыльце мелко головчатое; завязь продолговатая, на верхушке волосистая.
Коробочка округло-обратнояйцевидная, почти вздутая, длиной около 3 мм; опушённая на верхушке, с едва заметной бороздкой.
Описан из Заилийского Алатау.

## Таксономия
Вид Вероника алатавская входит в род Вероника (Veronica) семейства Подорожниковые (Plantaginaceae) порядка Ясноткоцветные (Lamiales).
|  |                                      |  |                                                             |                                                             |                          |  | ещё 21 семейство (согласно Системе APG II) | ещё 21 семейство (согласно Системе APG II) |                         |  |  |  | ещё от 300 до 500 видов |
|  |                                      |  |                                                             |                                                             |                          |  | ещё 21 семейство (согласно Системе APG II) | ещё 21 семейство (согласно Системе APG II) |                         |  |  |  | ещё от 300 до 500 видов |
|  |                                      |  |                                                             | порядок Ясноткоцветные                                      |                          |  |                                            |                                            | род Вероника            |  |  |  |                         |
|  |                                      |  |                                                             | порядок Ясноткоцветные                                      |                          |  |                                            |                                            | род Вероника            |  |  |  |                         |
|  | отдел Цветковые, или Покрытосеменные |  |                                                             |                                                             | семейство Подорожниковые |  |                                            |                                            | вид Вероника алатавская |  |  |  |                         |
|  | отдел Цветковые, или Покрытосеменные |  |                                                             |                                                             | семейство Подорожниковые |  |                                            |                                            |                         |  |  |  |                         |
|  |                                      |  | ещё 44 порядка цветковых растений (согласно Системе APG II) | ещё 44 порядка цветковых растений (согласно Системе APG II) |                          |  |                                            | ещё 90 родов                               | ещё 90 родов            |  |  |  |                         |
|  |                                      |  |                                                             | ещё 44 порядка цветковых растений (согласно Системе APG II) |                          |  |                                            |                                            | ещё 90 родов            |  |  |  |                         |